# 上海地产控股有限公司
上海地產控股有限公司，簡稱上海地產控股，以及上海地產（英語：SHANGHAI LAND HOLDINGS LIMITED，港交所除牌時0067.HK），在1959年由當時創辦人莊立頓主理。曾在1970年8月26日於港交所主板上市。
而前身為「立興有限公司」、「國浩地產有限公司」，以及「建聯通有限公司」。
而業務當時是經營銷售各種名錶，但在1996年尾，國浩集團有限公司進行收購股權，原有業務終止成功，在1997年1月27日，更名為國浩地產有限公司，再到2000年11月29日，更名為建聯通有限公司，後再2002年8月26日，更名為“上海地產控股有限公司”，直至2005年10月12日除牌為止。
2014年，上海宣布将35个“城中村”列为城市更新重点改造项目，首批推出的项目为11个。上海地产集团成为首批入选的房企之一，并拿下位于中外环之间的三林楔形绿地项目。但因融资不畅，2021年9月，上海地产对外转让上海淞泽置业有限公司95%股权及转让方对标的企业106.25亿元债权，挂牌价格为121.96亿元。